# Monasterzec (rejon stryjski)
Monasterzec (ukr. Монастирець), Manasterzec – wieś na Ukrainie, w rejonie stryjskim obwodu lwowskiego. Wieś liczy 298 mieszkańców.
Za II Rzeczypospolitej do 1934 samodzielna gmina jednostkowa. Następnie należała do zbiorowej wiejskiej gminy Lubieńce w powiecie stryjskim w woj. stanisławowskiem. Po wojnie wieś weszła w struktury administracyjne Związku Radzieckiego.